# Kwamouth
Kwamouth est une localité, chef-lieu de territoire de la province du Mai-Ndombe en république démocratique du Congo.

## Géographie
Située au confluent de la rivière Kwa et du fleuve Congo, elle est desservie par la route RS202 au sud-ouest du chef-lieu provincial Inongo.

## Administration
Chef-lieu de territoire de 11 213 électeurs enrôlés pour les élections de 2018, la localité a le statut de commune rurale de moins de 80 000 électeurs, elle a 7 conseillers municipaux.